# Turnera luetzelburgii
Turnera luetzelburgii är en passionsblomsväxtart som beskrevs av Herman Otto Sleumer. Turnera luetzelburgii ingår i släktet Turnera och familjen passionsblomsväxter. Utöver nominatformen finns också underarten T. l. dubia.